# Christina Matsokina
Christina Sergejevna Matsokina (ryska: Христина Сергеевна Мацокина), född 19 augusti 1998, är en rysk längdskidåkare. Matsokina har fem medaljer från ryska mästerskap, varav ett guld, två silver och två brons.
Matsokina är en sprintspecialist. Hennes bästa individuella resultat i världscupen är en tolfte plats från en sprinttävling i Davos 2020.

## Världsmästerskap
Matsokina deltar även i Världsmästerskapen i nordisk skidsport 2021 i Oberstdorf.
| Tävling         | 10 km | Skiathlon | 30 km | Sprint | Stafett | Lagsprint |
| --------------- | ----- | --------- | ----- | ------ | ------- | --------- |
| Oberstdorf 2021 |       |           |       | 16:e   |         |           |